# Sattelsberg
Der Sattelsberg ist eine 464,1 m hohe, bewaldete Erhebung und befindet sich am Südrand der Gemeinde Unterbreizbach im Wartburgkreis in Thüringen.
Naturräumlich zählt der Sattelsberg zur Vorderrhön.
Der Sattelsberg bildet die südliche Wasserscheide zwischen den Einzugsgebieten des Flusses Ulster und Oechse (mit dem linken Zufluss Sünna). An seinen Hängen befinden sich aus mittelalterlicher Zeit erhaltene Ackerterrassen und Weiden von Mosa und Deicheroda sowie Mieswarz.
Ein Waldstück am Nordostrand weist bis zu 4 m tiefe Gruben auf, die als Bodendenkmal unter Schutz gestellt wurden. Diese Gruben wurden im Mittelalter als obertägige Schürfgruben für die Gewinnung von Eisenerz angelegt. Eine weitere derartige Grubenkonzentration befindet sich am benachbarten Arzberg.